# Vranov, Benešov
Vranov là một làng thuộc huyện Benešov, vùng Středočeský, Cộng hòa Séc.